# Kyree King
Kyree King (Ontario, 9 juli 1994) is een Amerikaanse atleet, die zich heeft toegelegd op de sprint. Hij boekte daarin enkele successen, onder andere als lid van de nationale ploeg op de 4 × 100 m estafette.

## Biografie
In april 2024 werd King geselecteerd als lid van het Amerikaanse team voor de World Athletics Relays 2024 in Nassau op de Bahama's. Hier won hij met zijn teamgenoten goud op de 4 × 100 m. In de erop volgende maand eindigde hij als derde op de 200 m tijdens de Qatar Athletic Super Grand Prix in Doha.

## Persoonlijke records
Outdoor
| Onderdeel | Prestatie | Datum        | Plaats |
| --------- | --------- | ------------ | ------ |
| 100 m     | 9,96 s    | 24 juni 2022 | Eugene |
| 200 m     | 19,90 s   | 29 juni 2024 | Eugene |

Indoor
| Onderdeel | Prestatie | Datum           | Plaats          |
| --------- | --------- | --------------- | --------------- |
| 60 m      | 6,57 s    | 10 maart 2017   | College Station |
| 200 m     | 21,02 s   | 28 januari 2017 | New York        |

## Palmares[1]

### 100 m
- 2022:  FBK Games - 10,23 s

### 200 m
- 2017: 5 in ½ fin. WK - 20,59 s
- 2021: 7e Amerikaanse kamp. (Olympic Trials) - 20,30 s
- 2023: 4e Qatar Athletic Super Grand Prix - 20,29 s
- 2024:  Qatar Athletic Super Grand Prix - 20,21 s

### 4 x 100 m
- 2024:  World Athletics Relays 2024 - 37,40 s